# 조은영 (그림책 작가)
조은영(1981년~)은 한국의 그림책 작가이다. 대표도서로 《달려,  토토》, 《우리는 지금도 친구일까?》등이 있다. 그녀는 2011 브라티슬라바 일러스트레이션 비엔날레(BIB) 그랑프리, 2013 일본그림책 번역상을 받았다.

## 생애
조은영 작가는 1981년 서울에서 태어난 한국의 그림책 작가이다. 그녀는 2011년 브라티슬라바 일러스트레이션 비엔날레 (BIB) 그랑프리에서 수상하였으며 2013년에는 일본 그림책 번역상을 받았다. 그녀의 대표 작품으로는 《달려, 토토》, 《우리는 지금도 친구일까?》가 있다. 조은영 작가는 이화여자대학교에서 시각정보디자인을 전공했다. 또한 한국일러스트레이션학교 보관됨 2022-08-14 - 웨이백 머신(Hills)에서 일러스트레이션을 공부하고, 서울시립대학교에서 일러스트레이션 석사학위를 받았다.

## 경력
대표 작품으로 <달려, 토토>가 있으며, 이 책으로 2011년 브라티슬라바 일러스트레이션 비엔날레 (BIB) 그랑프리를, 2014년에는 일본그림책 번역상을 수상하였다. 그녀는 현재 바캉스 프로젝트에 참여하고 있다. 바캉스 프로젝트는 한국에서 활동 중인 그림책작가 11인으로 구성된 책모임이다. 2019년부터 기존 그림책 출판 시장에서 다루기 힘든 독립 출판물들을 다루고 있다. 바캉스 프로젝트에서 조은영 작가는 <해님달님>(2019), <오징어>(2020), <블랙 프라이데이>, <보따리 속에는 무엇이 들었을까?>등의 작품에 참여했다.

## 스타일
그림책의 삽화는 주로 목탄 기법과 수묵의 번진 느낌, 펜을 이용한 세밀한 표현과 스크래치 등의 다양한 표현 기법을 보여준다. 아크릴 물감은 물과 섞어서 사용하고 롤러는 날카롭고 세밀한 표현을 할 때 사용한다. 대표작인 <달려 토토>는 경마장을 배경으로 하고 있는 사실적인 그림책이다. 그림에서는 아이의 순수한 시선으로 경마장의 모습이 그려진다. 군상의 다양한 표정, 말의 형태, 경주의 역동감, 그리고 경주 말들의 역주 모습은 실제성과 변형성을 강조했다. 또한, 그림책의 화면을 분할하고 변형시킨다. 2020년 작품 <우리는 지금도 친구일까?>는 누드사철제본 방식으로 만들어졌으며 그림 속 일러스트는 먹물과 롤러, 붓으로만 그려내었다는 특징이 있다. 다양한 색과 기법을 사용했던 <달려, 토토>와 달리 먹선만이 강조되고 롤러로 굵은 선, 가는 선, 배경을 그렸다.

## 수상
- 2014 일본 그림책상 번역상 수상
- 2011 브라티슬라바 일러스트레이션 비엔날레(BIB) 그랑프리 수상 – 달려, 토토

## 작품
<그림만 작업>
- 2021 내가 가장 듣고 싶은 말 (길벗어린이) ISBN 979-11-88574-22-3
- 2016 채소가 좋아 (길벗어린이) ISBN 978-89-5582-367-7
- 2015 조개맨들 (시공주니어) ISBN 978-89-527-8151-2
- 2012 지금이 가장 좋습니다 (웅진주니어) ISBN 978-89-01-15098-7
- 2006 기쁨아, 어서와 (아지북스) ISBN 89-958752-2-4

<글, 그림작업>
- 2022 우리는 지금도 친구일까? (사계절) ISBN 979-11-6094-977-3
- 2013 달려, 토토! (보림) ISBN 978-89-433-0817-9
  - 2013 Hashire Toto!, Bunkagakuenbunkashuppankyoku, 일본
  - 2013 La course, éditions MeMo, 프랑스